# Vila Boa do Bispo
Vila Boa do Bispo é uma povoação portuguesa sede da Freguesia de Vila Boa do Bispo do Município de Marco de Canaveses, freguesia com 11,71 km² de área e 3048 habitantes (censo de 2021), tendo, por isso, uma densidade populacional de 260,3 hab./km².
Constituiu couto entre 1141 e o início do século XIX, quando foi integrada no concelho de Benviver.
Tem o nome de Vila por ter sido visitada por D. Afonso Henriques, em 12 de fevereiro de 1141, que nesse mesmo dia lhe concedeu couto; Boa, pelo 
facto de seu solo ser fértil; e do Bispo, por aqui ter vivido durante os seus últimos anos D. Sisnando, bispo do Porto.
Fica situada nas vertentes ocidentais dos montes de Rosem, ladeada pelas  freguesias de Sande, S. Lourenço do Douro, Ariz, S. Paio de Favões, Rosem e Avessadas.
A sua parte baixa é banhada pelo rio Tâmega, que fazia accionar numerosos moinhos, e proporcionava uma concorrida praia fluvial em Festa-e-Lá, actualmente Praia do Ribeiro de Baixo.  
A freguesia é atravessada pelo ribeiro de Lourido, que nasce nos montes de Lidrais, e desagua no Tâmega, no lugar da Ribeira, e, na parte alta, pelo Golas, com nascente nas proximidades das cancelas de Mexide.

## Demografia
A população registada nos censos foi:
| Distribuição da População por Grupos Etários | Distribuição da População por Grupos Etários | Distribuição da População por Grupos Etários | Distribuição da População por Grupos Etários | Distribuição da População por Grupos Etários |
| -------------------------------------------- | -------------------------------------------- | -------------------------------------------- | -------------------------------------------- | -------------------------------------------- |
| Ano                                          | 0-14 Anos                                    | 15-24 Anos                                   | 25-64 Anos                                   | > 65 Anos                                    |
| 2001                                         | 662                                          | 480                                          | 1556                                         | 387                                          |
| 2011                                         | 645                                          | 425                                          | 1708                                         | 462                                          |
| 2021                                         | 400                                          | 426                                          | 1647                                         | 575                                          |

## Mosteiro de Santa Maria de Vila Boa do Bispo
Aqui existiu o Mosteiro de Santa Maria de Vila Boa do Bispo, importante mosteiro de Cónegos Regrantes de Santo Agostinho (Crúzios). Foi fundado por D. Moninho Viegas em 990, em cumprimento de um voto feito durante a batalha de Valboa, na qual conquistou aos mouros o castelo de Monte de Arados. A sua igreja foi sagrada por D. Nonego, bispo do Porto, e o seu primeiro abade foi D. Rosardo, natural de França. D. Sisnando, sucessor de D. Nonego, depois de ter combatido os mouros durante longos anos, resignou a mitra do Porto e recolheu-se a este mosteiro, onde professou (1030-1035).
O convento foi reformado em 1605. Mas o cónego claustral André Carneiro de Vasconcelos, de apelido familiar “o Bravo”, não aceitou a reforma. No entanto, continuou a fazer parte da comunidade, posto que com mais liberdade, utilizando o tempo que lhe sobrava das rezas e meditações no  desporto de caça. O convento auferia grande parte dos rendimentos das freguesias, cujos párocos, no todo ou em parte, apresentava, como as de  S. Lourenço do Douro, Paredes de Viadores, Várzea do Douro, S. Gens de Boelhe (Penafiel), S. Miguel de Bairros (Castelo de Paiva), S. Tiago de Paços (do bispado de Lamego), e, naturalmente, Vila Boa do Bispo.
Excetuando um curto período em que esteve entregue aos comendatários, o último dos quais foi D. Miguel de Almeida, aqui viveram até 1740 os cónegos regrantes. A partir de então foi ocupado pelos jesuítas até que, sob a acusação de implicados no atentado contra D. José I, foram expulsos pelo Marquês de Pombal, passando então para o domínio público. Por venda, foi depois para pertença de particulares. Os religiosos de S. Vicente de Lisboa, alegando ter pertencido aos cónegos regrantes, questionaram ainda o comprador mas perderam a demanda judicial. A igreja paroquial é a mesma do convento, datando a sua construção dos inícios do século XVII. Em tempos anteriores, o culto era realizado num templo de menores dimensões, cujas ruínas ainda são visíveis perto da atual igreja, que recuperou para si vários medalhões e pedras trabalhadas que levam a deduzir que o primitivo templo seria de traça românica. A igreja é alta e espaçosa, com a capela-mor revestida de belos azulejos. A talha é abundante, de estilo renascentista.

## Património
- Igreja de Santa Maria (Vila Boa do Bispo)
- Mosteiro de Santa Maria

## Locais de Culto
- Igreja de Santa Maria
- Capela de Santo António
- Capela de Pinheiro

## Festividades
- Abispa-te
- Marchas de Santo António
- Festa da padroeira Santa Maria (Senhora da Assunção)
- Festa de Nossa Senhora da Encarnação